# 西嶼澚
西嶼澚，是澎湖自清治時期至日治初期的一個行政區劃，其範圍即今澎湖縣的西嶼鄉。
西嶼澚四邊瀕海，最近者為東北邊隸屬通梁澚的流連礁。

## 管轄街庄鄉
西嶼澚共轄9個鄉：
- 今西嶼鄉境內：小池角鄉、大池角鄉、二崁鄉、竹篙灣鄉、橫礁鄉、合界頭鄉、緝馬灣鄉、內垵鄉、外垵鄉

## 各聚落分布圖
清領時期西嶼澳各聚落分布圖。

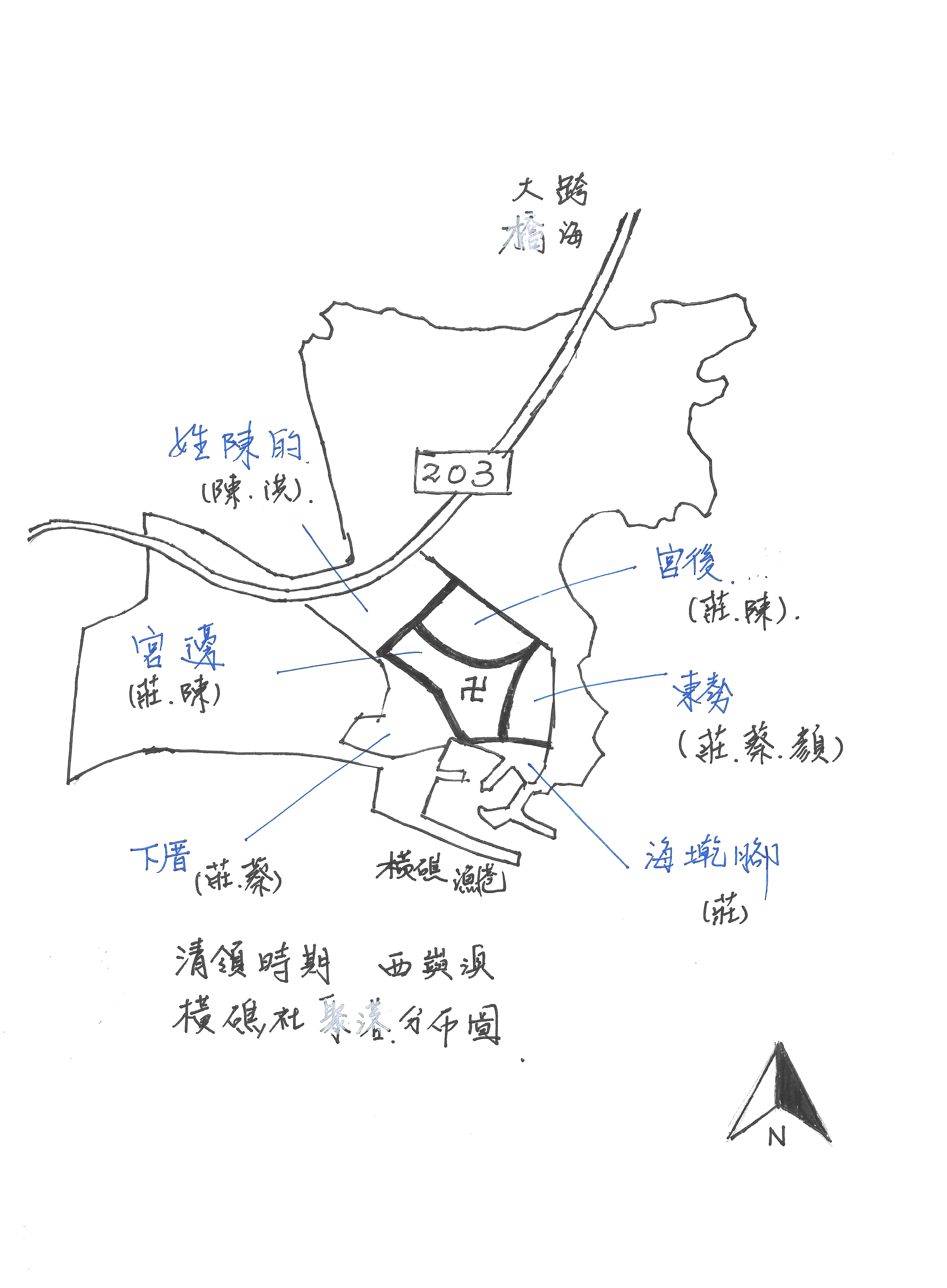
橫礁社
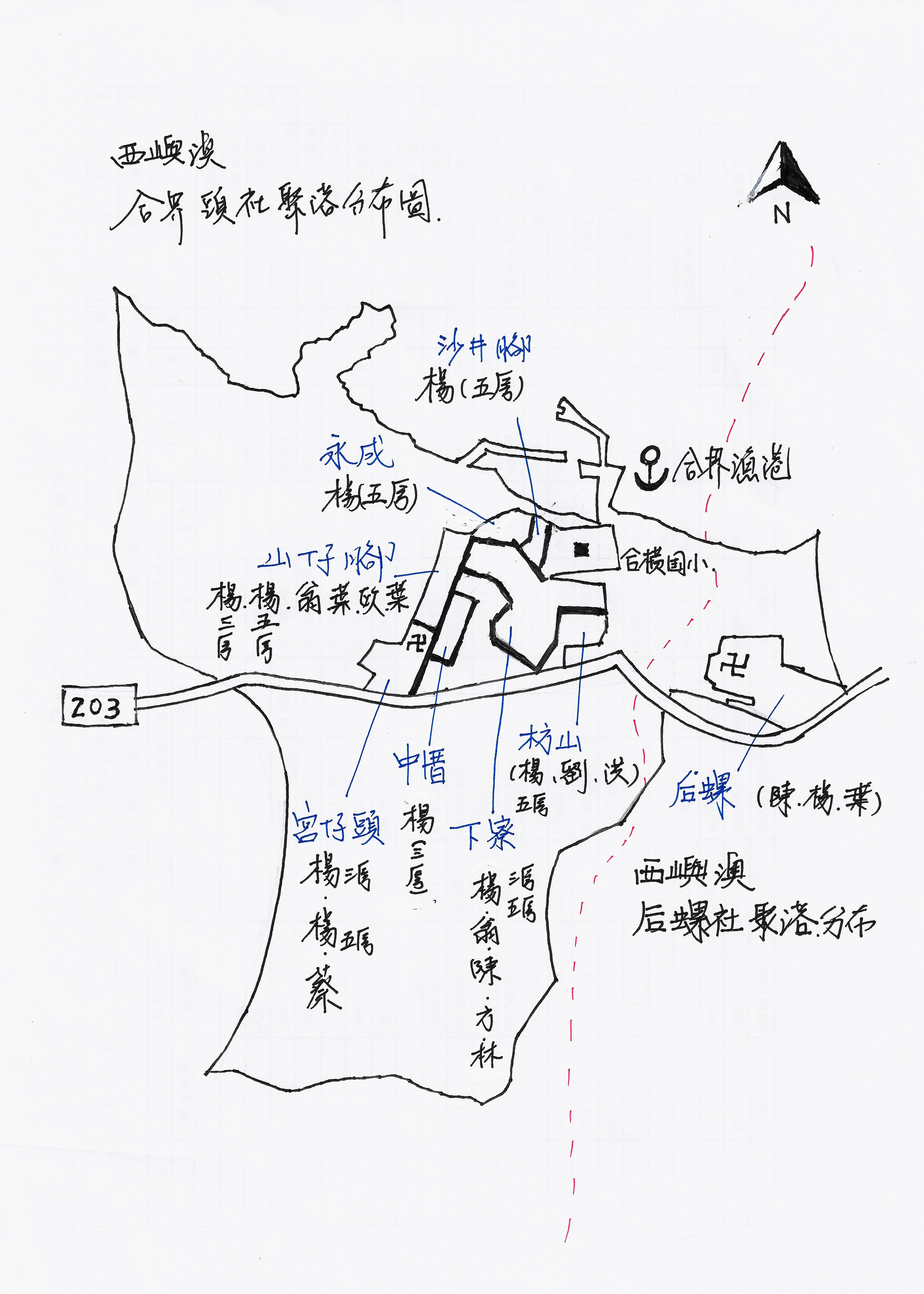
合界社、后螺社
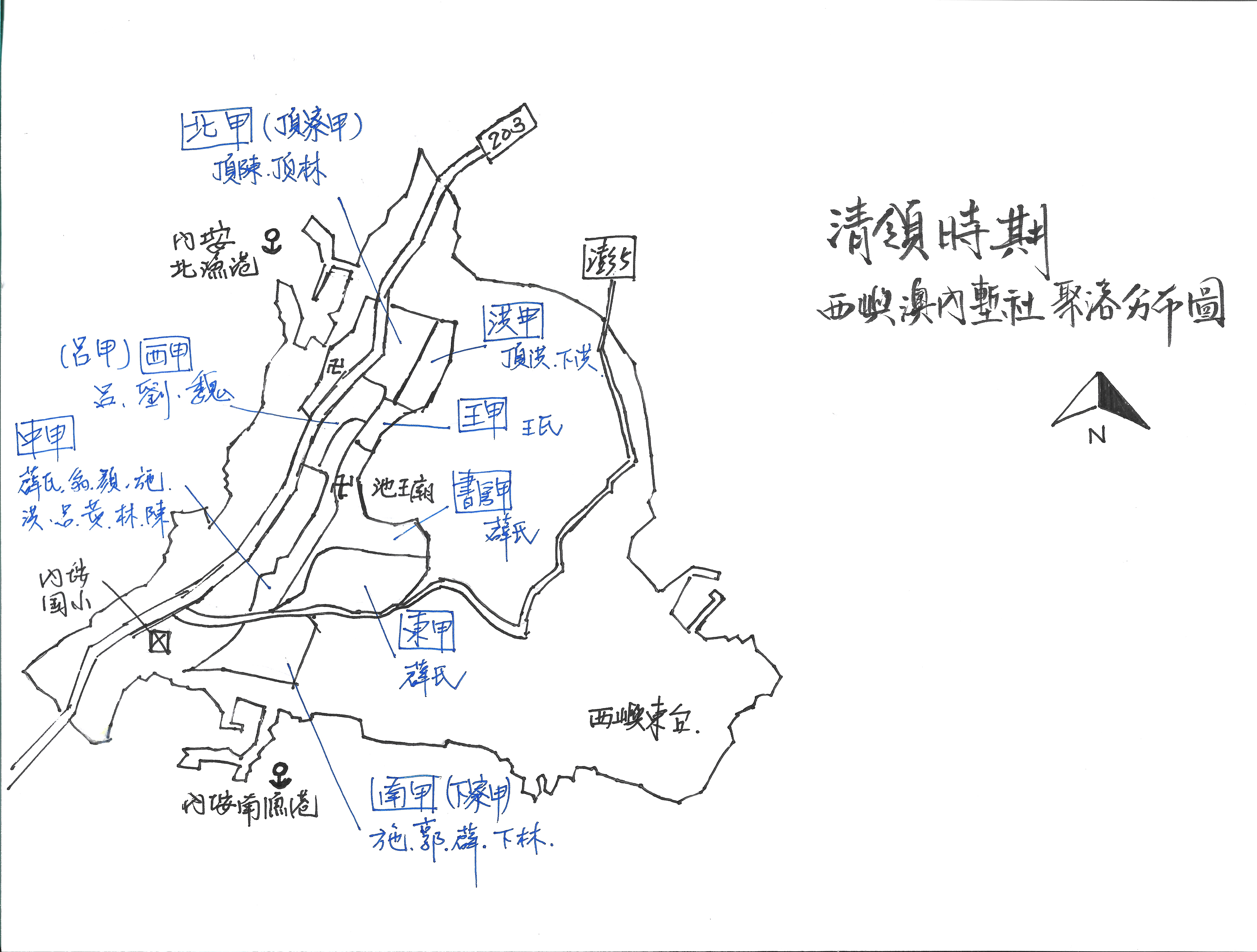
內塹社

## 名人
- 顏我揚